# Michael Flürscheim

Michael Flürscheim

Michael Flürscheims Eisenwerk in Gaggenau (um 1891)

Michael Flürscheim (* 27. Januar 1844 in Frankfurt am Main; † 26. April 1912 in Berlin) war ein badischer Industrieller und Ökonom, der wirtschaftliches Streben mit sozialem Engagement verband. Überregionale Bekanntheit erlangte er vor allem durch seine Schriften zur Bodenreform.

## Leben
Flürscheim entstammte einer wohlhabenden jüdischen Kaufmannsfamilie, die in Frankfurt a.M. ihren Wohnsitz hatte. Nach der Übernahme des Gaggenauer Hammerwerkes wandelte er die Firma, die bis dahin nur Nagel- und Schmiedeeisen sowie Pflüge, Eggen und anderes landwirtschaftliche Gerät hergestellt hatte, in eine allgemein Stahl verarbeitende Produktionsstätte um. Das Michael Flürscheim Eisenwerk Gaggenau, wie der Name ab 1874 lautete, verfügte bereits wenige Jahre später über drei verschiedene Fabriken (landwirtschaftliche Maschinen, Metallwaren, Werkzeugmaschinen) und eine Sägemühle. Neben dem wirtschaftlichen Erfolg lag sein Interesse auf dem Gebiet sozialer Leistungen. So schuf er unter anderem eine Arbeiterkrankenkasse, Arbeiterhäuschen und einen beheizbaren Speisesaal für die Arbeiter. Bis zu seinem Umzug nach Baden-Baden (1880) war er auch im Ortsgemeinderat tätig.
1884 veröffentlichte Flürscheim seine Schrift Auf friedlichem Wege. Ein Vorschlag zur Lösung der sozialen Frage. Mit ihr machte er sich für eine Bodenreform stark. Flürscheim, in gewisser Weise Anhänger Henry Georges, vertrat die Auffassung, der gesamte Boden solle gegen eine Entschädigung verstaatlicht werden und sei anschließend zur privaten Nutzung zu verpachten. Damit stellte er sich gegen Adolf Damaschke und dessen Ansichten über eine Bodenreform. Damaschke forderte, den Ertrag aus der Steigung des Bodenwertes steuerlich abzuschöpfen und der Allgemeinheit zukommen zu lassen.
1888 stieg Flürscheim aus seiner Firma aus, die zur Aktiengesellschaft umfunktioniert wurde. Diese war mittlerweile vor allem für ihre Werbereklameschilder für große Firmen wie Stollwerck, Maggi oder Odol bekannt. Er gründete im Rahmen der Bodenreformbewegung den Deutschen Bund für Bodenbesitzreform.
Flürscheim versuchte weltweit für seine Ansichten zu werben und bereiste Frankreich, Italien, England, die Schweiz, Kalifornien und Neuseeland. Nachdem seine Versuche, in den Kolonien seine Ideen zu verwirklichen, gescheitert waren, kehrte er 1909 verbittert und krank nach Deutschland zurück. Besonderen Einfluss übte er auf seinen Schwager Max Sternberg (1856–1930) aus, einen praktischen Arzt in der ostfriesischen Hafenstadt Emden. Dieser stand wiederum mit Damaschke, Friedrich Naumann und Silvio Gesell in Verbindung und war Mitbegründer verschiedener bodenreformischer und politischer Vereinigungen.
Flürscheim hatte sechs Kinder von zwei Frauen. Sein Sohn Bernhard Flurscheim, als Chemiker im Vereinigten Königreich, und sein Enkel Dr. Charles Flurscheim, als Ingenieur, erlangten jeweils zu Lebzeiten auch einen gewissen Ruhm.
Eine 1981 im Gaggenauer Stadtzentrum neu gebaute Fußgängerbrücke wurde Michael Flürscheim zu Ehren Flürscheimbrücke genannt.

## Veröffentlichungen (Auswahl)
- Utopismus und Anarchismus. Bern 1896
- Deutschland in 100 Jahren oder Die Galoschen des Glücks. Dresden 1890
- Das Staatsmonopol des Grundpfandrechts als Weg zur Reform unserer wirtschaftlichen Verhältnisse. Minden i. W. 1885